# 高本詞史
高本 詞史（たかもと のりふみ、1967年12月31日 - ）は、宮崎県宮崎市出身の元サッカー選手、サッカー指導者。日本サッカー協会A級ライセンスを所有している。現役時代のポジションはDF。

## 来歴
福岡大学を卒業後、東芝サッカー部に入団。東芝在籍中の1991年6月にキリンカップサッカーの日本代表にも選出された。
1993年に名古屋グランパスエイトへ移籍し、開幕節にも出場した。1994年に京都パープルサンガ（現：京都サンガF.C.）に移籍して1996年に現役を引退した。
1997年、京都のジュニアコーチに就任。以降はジュニア監督やアカデミーセンターセンター長などアカデミーの職を歴任し、2014年には京都の育成部チーフスカウト兼強化部スカウトを務めた。京都のスカウトとして宮吉拓実、久保裕也、原川力、奥川雅也らをアカデミーに招き入れた。
2014年12月、京都を退団してFC岐阜のチーム統括部長に就任した。2018年にチーム統括本部理事兼本部長に就任するが、2019年11月30日に同職を退任した
2020年より徳島ヴォルティスの強化部スタッフに就任。2024年12月29日に同職を退任。
2025年より名古屋グランパスの強化部スカウトに就任。

## 所属クラブ
- 宮崎県立宮崎工業高等学校[2]
- 1986年 - 1989年 福岡大学[9]
- 1990年 - 1992年 東芝サッカー部[9]
- 1993年 名古屋グランパスエイト[9]
- 1994年 - 1996年 京都パープルサンガ[9]

## 個人成績
| 国内大会個人成績 | 国内大会個人成績 | 国内大会個人成績 | 国内大会個人成績 | 国内大会個人成績                       | 国内大会個人成績 | 国内大会個人成績 | 国内大会個人成績 | 国内大会個人成績 | 国内大会個人成績 | 国内大会個人成績 | 国内大会個人成績 |
| 年度             | クラブ           | 背番号           | リーグ           | リーグ戦                               | リーグ戦         | リーグ杯         | リーグ杯         | オープン杯       | オープン杯       | 期間通算         | 期間通算         |
| 年度             | クラブ           | 背番号           | リーグ           | 出場                                   | 得点             | 出場             | 得点             | 出場             | 得点             | 出場             | 得点             |
| 日本             | 日本             | 日本             | 日本             | リーグ戦                               | リーグ戦         | リーグ杯         | リーグ杯         | 天皇杯           | 天皇杯           | 期間通算         | 期間通算         |
| ---------------- | ---------------- | ---------------- | ---------------- | -------------------------------------- | ---------------- | ---------------- | ---------------- | ---------------- | ---------------- | ---------------- | ---------------- |
| 1990-91          | 東芝             |                  | JSL1部           |                                        |                  |                  |                  |                  |                  |                  |                  |
| 1991-92          | 東芝             |                  | JSL1部           |                                        |                  |                  |                  |                  |                  |                  |                  |
| 1993             | 名古屋           | -                | J                | 9                                      | 0                | 1                | 0                | 0                | 0                | 10               | 0                |
| 1994             | 京都             |                  | 旧JFL            | 8                                      | 1                | -                | -                | 0                | 0                | 8                | 1                |
| 1995             | 京都             |                  | 旧JFL            | 10                                     | 2                | -                | -                | 1                | 0                | 11               | 2                |
| 1996             | 京都             | -                | J                | 3                                      | 0                | 0                | 0                | 0                | 0                | 3                | 0                |
| 通算             | 日本             | 日本             | J                | 12                                     | 0                | 1                | 0                | 0                | 0                | 13               | 0                |
| 通算             | 日本             | 日本             | JSL1部           | \|\|\|\|colspan="2"\|-\|\|\|\|\|\|\|\| |                  |                  |                  |                  |                  |                  |                  |
| 通算             | 日本             | 日本             | 旧JFL            | 18                                     | 3                | -                | -                | 1                | 0                | 19               | 3                |
| 総通算           | 総通算           | 総通算           | 総通算           | \|\|\|\|\|\|\|\|\|\|\|\|\|\|           |                  |                  |                  |                  |                  |                  |                  |

## 指導歴
- 1997年 - 2014年 京都パープルサンガ / 京都サンガF.C.
  - 1997年 - 1998年 ジュニアコーチ[9]
  - 1999年 - 2001年 ジュニア監督[9]
  - 2002年 - 2004年 ジュニアユースコーチ[9]
  - 2005年 - 2006年 普及部ディレクター[9]
  - 2007年 アカデミー副センター長[9]
  - 2008年 - 2010年 アカデミーセンター副センター長[9]
  - 2011年 - 2012年 アカデミーセンターセンター長[9]
  - 2013年 アカデミーセンターチーフスカウト[9]
  - 2014年 育成部チーフスカウト（強化部スカウト兼務）[9]
- 2015年 - 2019年 FC岐阜
  - 2015年 - 2017年 チーム統括部長[3]
  - 2018年 - 2019年 チーム統括本部理事兼本部長
- 2020年 - 2024年 徳島ヴォルティス 強化部スカウト
- 2025年 - 名古屋グランパス 強化部スカウト